# Kleverskerke
Kleverskerke ist ein kleines Dorf in der niederländischen Provinz Zeeland. Es ist Teil von Middelburg und liegt etwa 4 km nordöstlich vom Stadtkern. Es gilt als eines der kleinsten Dörfer der Niederlande. Im Gegensatz zu den meisten Dörfern in Walcheren ist Kleverskerke kein Rundling (ein Dorf mit einem Dorfplatz um eine Kirche), sondern ein Straßendorf (ein Dorf an der Straße); die wenigen Gebäude konzentrieren sich auf eine Straße, die Dorpsstraat. Die reformierte Kirche steht an der Stelle einer älteren Kapelle, die spätestens im dreizehnten Jahrhundert erbaut wurde. Kleverskerke liegt sehr abgelegen und ruhig oberhalb von Arnemuiden und östlich des Kanaal door Walcheren. Es fehlt jegliche Verbindung zu einer Straße von Bedeutung.

## Geschichte
Das Dorf  wurde erstmals im Jahr 1251 als Clawarskerke erwähnt. Was so viel wie Kirche des Clawaert (Personenname) heißt. Es war ursprünglich ein Heerlijkheid und eine Burg wurde in der Nähe des Dorfes erbaut. Der Ort wurde erstmals 1251 erwähnt, als er eine Kapelle besaß.   Die heutige Kirche stammt aus dem Jahr 1862.
Nach der Gründung des Königreichs der Niederlande wurde Kleverskerke zu einer eigenen Gemeinde; dieser Zustand dauerte jedoch nur bis 1857, als Kleverskerke wegen der geringen (und nicht steigenden) Einwohnerzahl mit Arnemuiden zusammengelegt wurde.
Im Jahr 1840 hatte es 36 Häuser mit 194 Einwohnern. Bis 1857 war es eigenständig und wurde dann mit Arnemuiden zusammengeschlossen. Im Jahr 1997 wiederum wurde es Teil von Middelburg.

## Sehenswürdigkeiten
- Dorpskerk Kleverskerke
- Vliedberg, eingestuft als Rijksmonument[5]

## Galerie

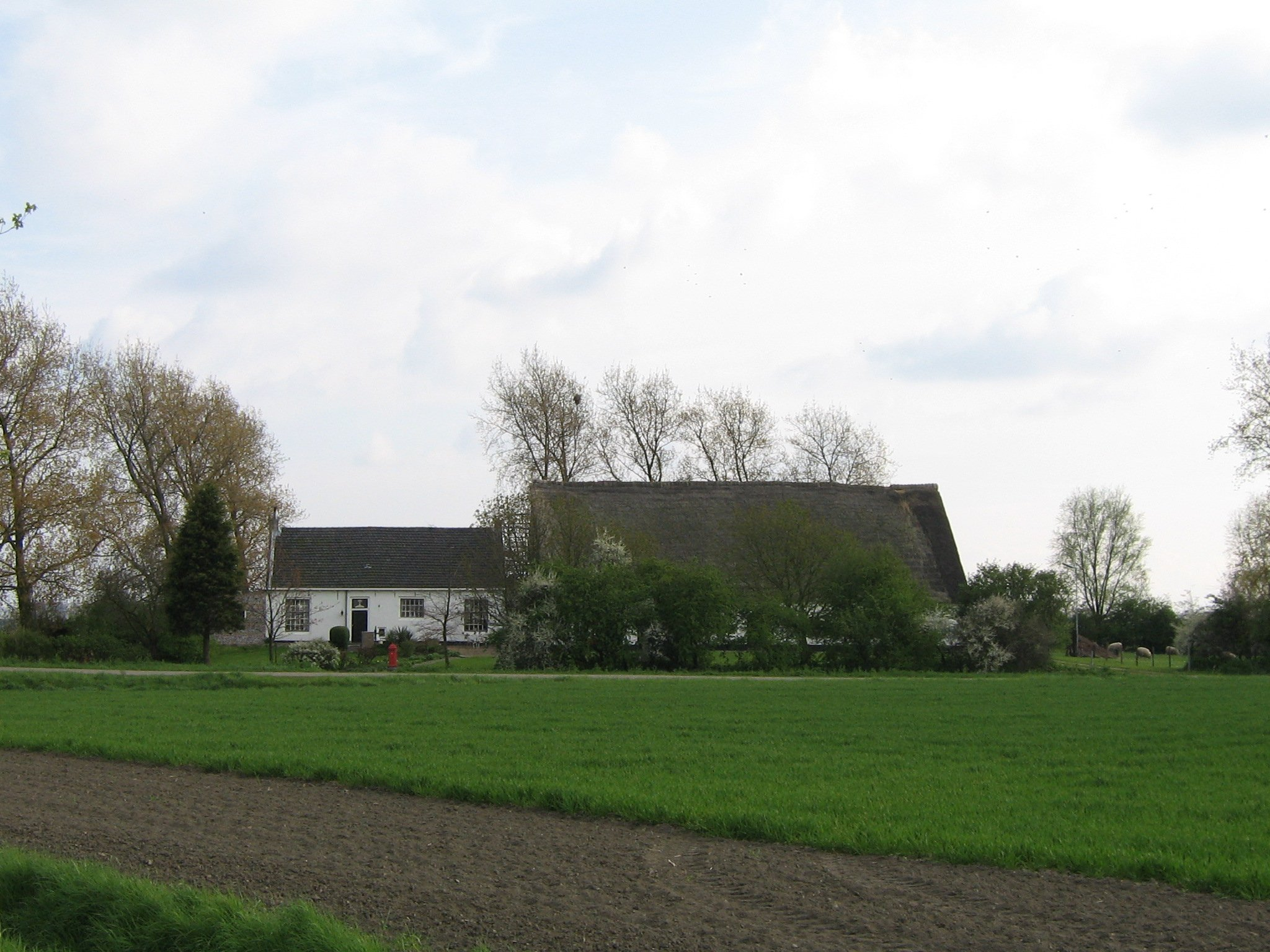
Bauernhof in Kleverskerke
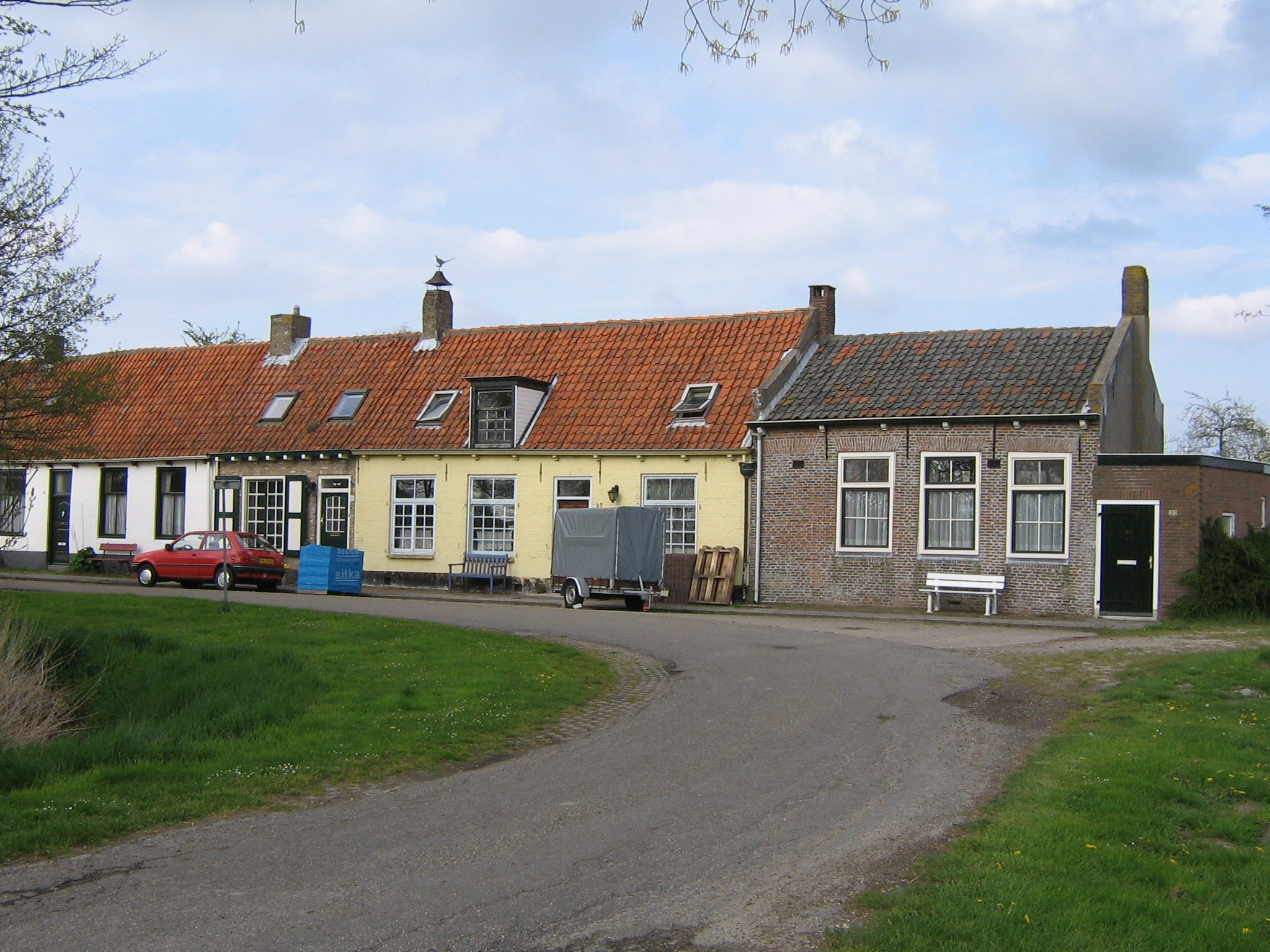
Dorfstraße

## Weblink
- Geschichte der Reformierten Gemeinde Kleverskerke (niederländisch)